# Канонерські човни типу «Кановас дель Кастільйо»
Канонерські човни типу «Кановас дель Кастільйо» - три канонерські човни, побудованих Іспанським суднобудівним товариством на верфях Картахени для ВМС Іспанії.

## Історія служби
Вони були санкціоновані так званим Законом Міранди від 17 лютого 1915 року (Офіційний вісник № 39 від 18 лютого), закладеним у 1920 році, спущеним на воду в 1923 році та включеними до військово-морського флоту між 1923 і 1925 роками, з якого вони були виключені між 1951 і 1959 роками.
Канонерські човни типу «Гуанахуато» були розвитком цієї конструкції. Два з цих човнів були побудовані у Ферролі та один у Матагорді, Кадіс, для мексиканського флоту у часи Другої Іспанської Республіки.
Усі три кораблі типу «Кановас дель Кастільйо» брали участь у  маштабній десантній операції у Альхусемасі 8 вересня 1925 року під час Рифської війни.  вересня «Каналехас» врізалась у борт есмінця «Веласко», який був змушений припинити участь у операції через отримані ушкодження.
Три кораблі залишалися в руках військових заколотників проти Республіки під час Громадянської війни, які використовувалися, перш за все, для патрулювання та виконання завдань берегової оборони.
Канонерський човен «Дато» разом з міноносцем Т-19 і корпаблем берегової охорони «Уад Керт» завадили есмінцю «Алькала Гальяно» перехопити конвой  5 серпня 1936 року у водах Гібралтарської протоки. У відповідь лінкор «Хайме I» 7 серпня бомбардував Сеуту, Ла-Лінеа-де-ла-Консепсьйон і Альхесірас, у порту якого був пришвартований «Дато». Канонерський човен отримав серйозні пошкодження. Його передали на ремонт в Арсенал де ла Каррака.
Канонерські човни «Дато» і «Кановас дель Кастільо» потопили 11 000 тонний озброєний транспорт Cabo Santo Tomé, який перевозив з Одеси вантаж літаків та боєприпасів поблизу Кабо Роза (Алжир) 10 жовтня 1937 року. 